# سركيس هوفسيبيان
سركيس روبينوفيتش هوفسيبيان (بالأرمنية: Սարգիս Հովսեփյան)‏ (مواليد 2 نوفمبر 1972 في يريفان) لاعب كرة قدم أرميني دولي متقاعد. لعب دور المدافع في المنتخب الوطني الأرمني ثم أنهى مسيرته في نادي بيونيك يريفان الأرمني. كان هوفسيبيان كابتن الفريق الوطني الأرميني لفترة طويلة. شارك في 131 مباراة دولية وسجل هدفين منذ أول ظهور له في أول مباراة للفريق الوطني في مباراة ودية ضد مولدوفا في 14 أكتوبر 1992. أنهى هوفسيبيان مسيرته المهنية في 14 نوفمبر 2012 في عمر يناهز 39 عامًا، حوالي شهر قبل بلوغه 40 عامًا. وكان آخر عضو في الفريق الوطني الأرميني الأول للتقاعد. بعد المباراة النهائية، حصل على ميدالية البلدية. بعد شهر من خروجه، تم تعيينه مديرا للمنتخب الوطني الأرمني.

## مسيرته الرياضية
لعب سرجي هوفسيبيان مباراته الأولى كمحترف في سن السابعة عشرة. كان في الدوري السوفياتي الأعلى مع فريق الدرجة الثانية ملاطية يريفان. في العام التالي، انهار الاتحاد السوفياتي. فأصبح سرجس يتنافس في دوري وطنه الأصلي، الدوري الأرمني الممتاز. انضم هوفسيبيان لأول مرة إلى فريق لوري فانادزور في عام 1991 إلا أنه انتقل في العام التالي إلى بيونيك يريفان حيث وبسرعة أصبح أول نجم في البلاد. في عام 1992، كان أول لاعب يحصل على لقب لاعب كرة القدم الأرميني للعام. في نفس العام التحق لأول مرة بالفريق الوطني. وفي تم عام 1995 اختير هوفسيبيان ثاتي مرة أفضل لاعب أرميني للعام، ليصبح أول لاعب يحصل على الجائزة مرتين.
كان هوفسيبيان قد قام بتغيير النوادي في 1997 إلى 1998 وقضى الجزء التالي من مسيرته الكروية في روسيا بحرص من أناتولي بيشوفتس الذي اقتاده إلى زينيت سان بطرسبرج. هناك، اكتشف أناتولي دافيدوف مدرب منتخب زنيت أن هوفسبيان كان مناسباً لموقع الظهير الأيمن. في هذا المنصب، كان سرجس جيدًا جدًا لدرجة أنه بحلول نهاية الموسم في عام 1999، وصفه قادة النادي بأنه أفضل لاعب في الفريق. ففي أول موسم له معهم، فاز زينيت بكأس روسيا 1998-1999 .
ومع ذلك، قرر يوري موروزوف، المدرب التالي لسانت بطرسبرغ، عدم استخدام هوفسيبيان في أي مواقع مفيدة مما أدى عن غير قصد لمغادرة اللاعب الفريق. ولم يقدر أي لاعب في مركز الدفاع بعده أن يكون بمستواه.إذ يكفي التذكير بأن هوفسيبيان جاء في المركز الثاني مباشرة بعد سيرجي اغناشافيتش في قائمة 33 أفضل لموسم 2002.
حسب فلاستيميل باترازيلا، الذي جلب التطورات المتقدمة في سانت بطرسبرغ، فإن المدافع الأرمني لم يستطع القيام بمهامه. وأكد فياتشيسلاف مالفيف ذلك قائلا «لقد ارتكب هوفسيبيان أخطاء فادحة ولعب صراحة بطريقة سيئة. لكن» المنطقة «ليست مفهومة. فالرجل طوال حياته يلعب لشخصه، وخلال ثلاثين عامًا يتعلم بشكل كبير». هذا لا يوفر فهمًا لماذا لم يستخدم المدرب الدفاع في دور مختلف، على الجناح. ثم شرح فلاستيميل أن هوفسيبيان تقنيا افتقر إلى السرعة. ما شكل تصريحا غريبا نظرا لأن السرعة هي الخصلة الرئيسية التي كانت دائما واحدة موجودة باللاعب ومميزة له. بعد كل هذا غادر، هوفسيبيان روسيا وعاد إلى بيونيك وفاز بالعديد من الجوائز الوطنية في عام 2008 على غرار جائزة أفضل لاعب في كرة القدم الأرمنية للمرة الثالثة في عام 2008. وهو أول لاعب يفوز بالجائزة ثلاث مرات، وهو إنجاز لم يقابله سوى هنريك مخيتاريان.
في مباراة الجولة الأولى من الدوري الأرميني الممتاز لعام 2010، لعب سرجيس هوفسيبيان مباراته رقم 500، ليصبح ثاني لاعب في أرمينيا يتغلب على حاجز 500 مباراة.
في 10 مايو 2010، فاز ضمن بيونيك في مباراة في نهائي الكأس الأرمنية ضد بانانتس، وأصبح اللاعب الأقدم في تاريخ كرة القدم الأرمنية للفوز بالكأس. في ذلك اليوم، كان عمر هوفسبيان 37 سنة و 189 يومًا. وحطم بذلك الرقم السابق لكارين سيمونيان الذي فاز بالكأس في عمر ال36 سنة و 336 يومًا سنة 2007. لدى هوفسيبيان أيضا رقم كروي قياسي آخر.
كان هوفسيبيان في الفريق الفائز بالدوري الأرمني الممتاز لمدة تسعة مواسم، وهو يمثل أكثر لاعب صمد في تاريخ الدوري.
تقاعد سرجيس هوفسيبيان كلاعب كرة قدم في عام 2012. وبهذه المناسبة، وجه القائد السابق لبيونيك والفريق الوطني نداءً خاصاً لمجتمع كرة القدم بأكمله، حيث ذكر أنه، في رأيه، حان الوقت للتقاعد مثله.

## المسيرة الدولية
لعب هوفسيبيان أول مباراة له مع فريقكرة القدم الوطني الأرمني في 14 أكتوبر 1992 في مباراة تأهيلية ضد منتخب مولدوفا، انتهت بالتعادل بدون أهداف.
في كانون الأول، اتخذت اللجنة التنفيذية للاتحاد الأوروبي لكرة القدم، في براغ، قراراً بأن كل اللاعبين الذين لعبوا مغ فريقهم الوطني في 100 مباراة سيحصلون على جوائز من الاتحاد الأوروبي لكرة القدم. وتم منح هذه الجوائز بأثر رجعي. وهكذا فاز غيابيا بإحداها هوفسيبيان، الذي لعب أكثر من 100 مباراة في المنتخب الوطني لأرمينيا. ولعب هوفسيبيان مع المنتخب الأرميني في الفترة ما بين 1992 و 2012، في 131 مباراة وسجل هدفين. قضى اللاعب تقريبًا عشرين سنة يلعب مع المنتخب الوطني كان شعاره فيها: «لا أعتقد أنني أسطورة؛ لقد قمت ببساطة بمهمتي.»
حصل هوفسيبيان على ميدالية ذهبية من قبل بلدية يريفان أعطاها له العمدة تارون مارغاريان ومنحه لروبن هايبرايتي رئيس الاتحاد الأرميني لكرة القدم سيارة. وكان آخر عضو في المنتخب الوطني الأرمني الأصلي للتقاعد.

## مهنة التدريب
بعد شهرين من تقاعده التحق هوفسيبيان قسم التدريب لـفريق بيونيك يريفان وأصبح مساعد مدرب المنتخب الوطني فاردان ميناسيان.

## حياته الشخصية
هوفسيبيان أب لولد يتدرب مع بيونيك ويلعب في نادي الأطفال. إن حلم هوفسيبيان هو أن يلعب ابنه في نفس ملعب كرة القدم الذي لعب به هو.

## التشريفات
كلا
- بيونيك يريفان
  - الدوري الأرمني الممتاز (9): 1992، 1995-1996، 2004، 2005، 2006، 2007، 2008، 2009، 2010
  - الكأس الأرمنية للأبطال (5): 1997، 2004، 2006، 2007، 2009
  - كأس أرمينيا (4): 1996 و 2004 و 2009 و 2010
- زينيت سان بطرسبرج
  - الدوري الروسي الممتاز (1): العداء: 2003
  - الدوري الروسي الممتاز (1): المركز الثالث: 2001
  - كأس روسيا (1): 1998-1999
  - كأس روسيا (1): العداء 2001-2002
  - كأس الاتحاد الروسي الممتاز (1): 2003

كمدير
- بيونيك يريفان
  - الدوري الأرمني الممتاز (1): 2014-2015
  - كأس أرمينيا (2): 2013-14، 2014-2015